# LXVII Puchar Gordona Bennetta (balonowy)
67. Puchar Gordona Bennetta – zawody balonów wolnych o Puchar Gordona Bennetta, które odbyły się w dniach 12–21 września 2024 roku w Münster.

## Historia
Po wygranej w 65 turnieju przez Wilhelma Eimersa
Benjamina Eimers 67. puchar będzie rozpoczynał się w Niemczech. W maju 2024 roku do zawodów zostały zgłoszone 24 drużyny. Do zawodów przystąpiło 21 drużyn. Na starcie nie pojawiły się następujące reprezentacje: AUT 1 (Gerald Stuerzlinger, Christoph Fraisl), GBR 2 (Paul Spellward, Christopher Davies) oraz GBR 3 (Colin Butter, John Rose). 12 września 2024 odbyła się odprawa podczas, której przeprowadzono losowanie kolejności startu przez załogi uczestniczące w zawodach. 14 września o godzinie 15:00 rozpoczął się proces napełniania balonów wodorem, który trwał około 4 godzin. Start rozpoczął się o godzinie 20:00. Zawody zakończyły się w momencie lądowania ostatniego balonu w dniu 17 września o godzinie 18:15.

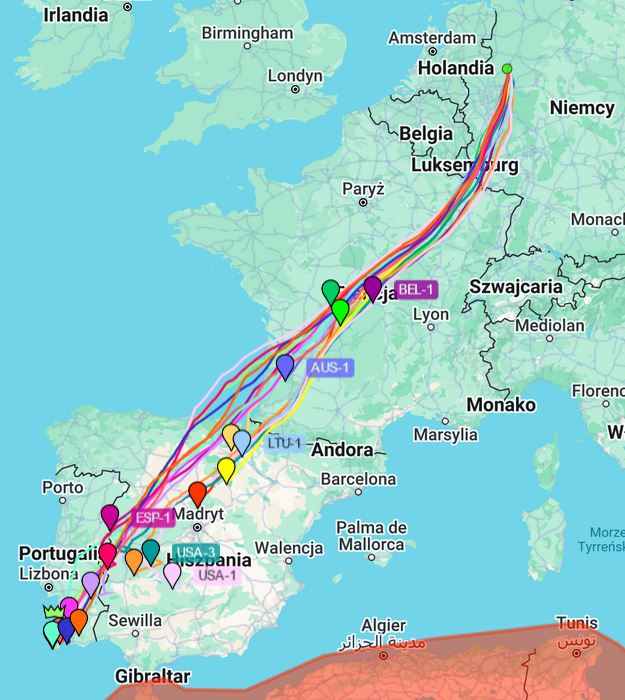
Mapa przelotu balonów podczas 67 Pucharu Gordona Bennetta

## Obszar zawodów
Zawodnicy biorący udział w Pucharze Gordona Bennetta mają do dyspozycji przestrzeń powietrzną z następującymi ograniczeniami:
- Otwarta przestrzeń powietrzna: Albania, Andora, Austria, Belgia, Bośnia i Hercegowina, Bułgaria, Chorwacja, Czechy, Dania, Estonia, Finlandia, Francja, Niemcy, Wielka Brytania, Grecja, Węgry, Irlandia, Włochy, Kosowo, Łotwa, Liechtenstein, Litwa, Luksemburg, Macedonia Północna, Malta, Monako, Czarnogóra, Holandia, Norwegia, Polska, Portugalia, Rumunia, Serbia, Słowacja, Słowenia, Hiszpania, Szwecja, Szwajcaria.
- Zamknięta przestrzeń powietrzna: Algieria, Białoruś, Islandia, Obwód królewiecki, Maroko, Mołdawia, Rosja, Tunezja, Turcja, Ukraina.

## Uczestnicy
Składy drużyn:
| Zajęte miejsce | Nr zespołu Nr balonu Nazwa balonu | Załoga pilot pomocnik pilota          | Kraj              | Czas lotu [h] | Odległość [km] | Miejsce lądowania Miejscowość (Państwo) |
| -------------- | --------------------------------- | ------------------------------------- | ----------------- | ------------- | -------------- | --------------------------------------- |
| 1.             | AUT 2 O-EZZM                      | Christian Wagner Stefanie Liller      | Austria           | 67:01         | 2111,17        | Sagres (POR)                            |
| 2.             | SUI 1 HB-QKF                      | Kurt Frieden Pascal Witprächtiger     | Szwajcaria        | 65:54         | 2109,75        | Carpe St. Vincent (POR)                 |
| 3.             | GER 3 D-OMFE                      | Andreas Zumrode Axel Hunnekuhl        | Niemcy            | 68:57         | 2108,47        | Carpe St. Vincent (POR)                 |
| 4.             | FRA 1 F-PPGB                      | Christophe Houver Guillaume Jouaville | Francja           | 64:44         | 2084,26        | Odiáxere (POR)                          |
| 5.             | FRA 2 F-PPSE                      | Eric Decellieres Benoît Havret        | Francja           | 63:54         | 2026,81        | Fornalha (POR)                          |
| 6.             | FRA 3 F-PALL                      | Alex Bejat Paul Henry Carail          | Francja           | 61:43         | 2013,47        | Garvão (POR)                            |
| 7.             | BEL 2 D-ORON                      | Geert Peirsman Philippe de Cock       | Belgia            | 61:34         | 1908,12        | Reguengos de Monsaraz (POR)             |
| 8.             | GER 1 D-OTLI                      | Wilhelm Eimers Benjamin Eimers        | Niemcy            | 64:35         | 1859,78        | Poço Deão (POR)                         |
| 9.             | GER 2 D-OSTL                      | Benedict Munz Matthias Schlegel       | Niemcy            | 60:06         | 1801,99        | Alburquerque (ESP)                      |
| 10.            | NED 1 PH-KTS                      | Ron van Houten Remko Wigger           | Holandia          | 62:01         | 1774,34        | Alonso de Ojeda (ESP)                   |
| 11.            | USA 1 N-526UP                     | Noah Forden Brenda Cowlishaw          | Stany Zjednoczone | 61:10         | 1746,73        | Fontanosas (ESP)                        |
| 12.            | USA 3 N-396WB                     | Cheri Whit Mark Sullivan              | Stany Zjednoczone | 60:13         | 1718,40        | Cañamero (ESP)                          |
| 13.            | ESP 1 EC-MAK                      | Anulfo González Ángel Aguirre         | Hiszpania         | 48:44         | 1698,07        | Alfaiates (POR)                         |
| 14.            | SUI 2 HB-QWV                      | Balthasar Wicki René Erni             | Szwajcaria        | 45:33         | 1489,46        | Buitrago del Lozoya (ESP)               |
| 15.            | USA 2 N-505HY                     | Barbara Fricke Peter Cuneo            | Stany Zjednoczone | 36:27         | 1379,35        | Soria (ESP)                             |
| 16.            | POL 1 D-OABD                      | Jacek Bogdański Przemyslaw Mościcki   | Polska            | 38:44         | 1289,77        | Oyón-Oion (ESP)                         |
| 17.            | LTU 1 D-OJUP                      | Robertas Komža Danielius Komža        | Litwa             | 39:13         | 1285,02        | Lodosa (ESP)                            |
| 18.            | AUS 1 ZONZO                       | Kiff Saunders Dariusz Brzozowski      | Australia         | 34:55         | 1027,54        | Langon (FRA)                            |
| 19.            | POL 2 D-OWBA                      | Andrzej Olszewski Jarosław Cieślak    | Polska            | 23:50         | 809,40         | Bourganeuf (FRA)                        |
| 20.            | GBR 1 G-GASI                      | Deborah Day Ann Rich                  | Wielka Brytania   | 24:32         | 778,93         | Saint-Sulpice-les-Feuilles (FRA)        |
| 21.            | BEL 1 D-OOWE                      | Jan Thijs Djorry Simoen               | Belgia            | 20:51         | 707,19         | Montluçon (FRA)                         |